# Kirstin Kares
Kirstin Kares (* 28. Mai 1960) ist eine deutsche Musikerin, Musikpädagogin und Dirigentin.

## Wirken
Kares, die selbst unter anderem Cembalo und Klavier spielt, widmet sich vor allem der Aufführung selten gespielter Werke. Im Jahr 2011 führte sie mit dem Sinfonieorchester Bretten am Melanchthon-Gymnasium die selten gespielte 2. Sinfonie von Kurt Weill auf, was sogar die Aufmerksamkeit der Kurt-Weill-Foundation in New York erregte. Das Karlsruher Barockorchester veröffentlichte unter ihrer Leitung 2015 das Album Musik am Hofe zu Carlsruhe, das mehrere Ersteinspielungen von Werken Karlsruher Komponisten des 17. und 18. Jahrhunderts enthält (u. a. Friedrich Ernst Fesca, Sebastian Bodinus und Johann Philipp Käfer).
Bekannt wurde Kares vor allem als Gründerin und Leiterin der Hofcapelle Carlsruhe, mit der sie seit 2016 mehrere Alben mit Musik auf historischen Instrumenten eingespielt hat. Zwei Alben erschienen dabei beim renommierten Klassiklabel Profil. Kares hat sich insbesondere um die Wiederentdeckung der Werke des Komponisten Joseph Aloys Schmittbaur verdient gemacht:. Die Hofcapelle Carlsruhe spielte unter ihrer Leitung und mit ihr am Cembalo drei seiner Sinfonien als Ersteinspielung ein. Auch Werke von Johann Melchior Molter wurden unter der Leitung Kares’ und mit ihr am Cembalo erstmals auf CD veröffentlicht. Im Jahr 2023 dirigierte Kares im Kaisersaal der Reichsabtei Salem Werke aus der Musikaliensammlung der Karlsruher Hofdame Caroline Auguste von Sternenfels, die teilweise 200 Jahre lang nicht zu hören waren, und erst kurz zuvor in Archivalien von Schloss Salem entdeckt worden waren. Von Kares dirigierte Aufnahmen wurden mehrfach im Radioprogramm ARD-Nachtkonzert gespielt und liefen auch auf anderen, auf Kultur ausgerichteten Radiosendern, darunter WDR 3.
Kares ist verheiratet mit dem Musikwissenschaftler Martin Kares.

## Diskografie
- 2015: Musik am Hofe zu Carlsruhe. Christophorus
- 2018: Molters Miniatur-Opern & Kammermusik vom Karlsruher Hof. Profil Edition Günter Hänssler
- 2018: Hommage à Aloys Schmittbaur. Profil Edition Günter Hänssler
- 2023: Aus dem Notenschaft der Carlsruher Hofdame Frl. von Sternenfels. Calygram